# Valley-Parade-Feuerkatastrophe

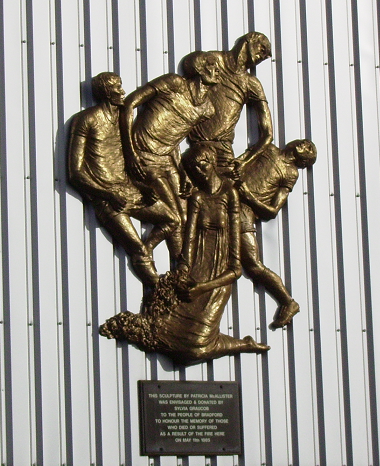
Gedenktafel am Eingang des Stadions zur Erinnerung an die Opfer der Brandkatastrophe

Die Valley-Parade-Feuerkatastrophe ereignete sich am 11. Mai 1985 in Bradford in Yorkshire, England. 56 Zuschauer kamen ums Leben und 265 wurden verletzt, als ein plötzlich ausbrechendes Feuer die Haupttribüne des Valley-Parade-Stadions der englischen Fußballmannschaft Bradford City (The Bantams) während eines Spiels gegen Lincoln City verwüstete.

## Hintergrund
The Bantams hatten sich eine Woche vor diesem Spiel die Meisterschaft gesichert und damit den Aufstieg in die Second Division erreicht, dieses Spiel sollte die krönende Abschlussveranstaltung der Saison werden. Die betroffene veraltete Holztribüne war mit ungefähr 3.000 Zuschauern besetzt und das gesamte Stadion mit 11.076 Zuschauern nahezu ausverkauft. 
Vor der Saison hatte die örtliche Feuerwehr die Papierabfälle unter der alten Holztribüne beanstandet und empfohlen, diese eventuelle Brandlast zu entfernen. Dieser Empfehlung wurde nicht entsprochen, weil geplant war, die alte Holztribüne nach der Saison durch eine neue aus Stahl und Beton zu ersetzen.

## Verlauf
Brandursachenermittler stellten fest, dass das Feuer wahrscheinlich versehentlich ausgelöst wurde, weil ein Zuschauer eine Zigarette in einer Polystyroltasse ausdrückte. Die Tasse fiel durch ein Loch zwischen den Tribünenstufen auf Abfälle, diese entzündeten sich und das Feuer breitete sich extrem schnell aus. Anfangs dachte niemand, dass es ein ernster Zwischenfall sei. Die Gefahr wurde durch Fans und Veranstalter unterschätzt. Dies äußerte sich unter anderem auch darin, dass viele auf das Spielfeld geflüchtete Zuschauer Fanlieder sangen und teilweise euphorisiert umhersprangen. Binnen Sekunden fachten heftige Windstöße das Feuer an. Dazu sammelte sich die entstehende Hitze mitsamt den hochgiftigen, leicht entzündlichen Brandgasen unter dem Holzdach, welches mit Asphaltplatten bedeckt war, was nach knapp drei Minuten zu einem sogenannten Flashover führte. Die Tribüne stand in kürzester Zeit in der gesamten Länge explosionsartig vollständig in Flammen.
Die meisten Tribünenzuschauer rannten auf das Spielfeld, ein Teil jedoch versuchte dem Feuer durch die Hinterausgänge der Tribüne zu entkommen. Vermutlich blockierten die Drehkreuze am Tribünenzugang die flüchtenden Zuschauer. Die Notausgänge waren vor dem Spiel vom Veranstalter geschlossen worden, damit sich niemand während des Spiels hineinschleichen konnte. Dies war wohl eine der wesentlichen Ursachen dafür, dass so viele Menschen ums Leben kamen.
Von der Tribüne konnten sich viele Menschen nicht über die Mauer hinüber zum Spielfeld retten, da das Feuer die Tribüne innerhalb von nur vier Minuten vollständig entzündet hatte.
Die Feuerwehr erreichte nach vier Minuten den Brandort, musste aber erschwert durch dicken Rauch, hohe Flammenbildung und Hitze den Brand bekämpfen. Erst danach war es möglich, Personen zu retten. Das Feuer hatte die komplette Tribüne, Sitze, die Flutlichtanlage und Absperrzäune zerstört. Bis in den frühen Morgen des nächsten Tages dauerten die Bergungsarbeiten. Insgesamt starben 56 Personen vor allem infolge von Brandverletzungen. Es ist als Besonderheit anzusehen, dass die meisten Verstorbenen Opfer der Flammen wurden und nicht an Rauchgasvergiftung verstarben.

## Folgen
Die Katastrophe wurde live in der örtlichen Sportsendung von Yorkshire Television ausgestrahlt und zeigte unter anderem Bilder von brennenden Menschen. Sie hatte eine neue Gesetzgebung zur Folge, die verbesserte Sicherheitsmaßnahmen verlangte, damit die Zuschauer bei Ausbruch eines Feuers schneller und sicherer über Fluchtwege entkommen können. Dem folgenden Popplewell-Bericht wurde allerdings nicht sofort von jedem Club entsprochen; insbesondere die Empfehlung, auf hohe Zäune zu verzichten, wurde nicht überall umgesetzt. Dieser Umstand sowie grobe Fahrlässigkeiten beim Einlass führten 1989 zur Hillsborough-Katastrophe, als insgesamt 96 Liverpool-Fans erdrückt wurden, weil sie dem Massenandrang vor den hohen Zäunen nicht entkommen konnten.

## Kontroverse

### Internet-Videos der Katastrophe
2007 hat das gesetzwidrige Hochladen der originalen Nachrichtenberichte des Senders Yorkshire Television auf der Internetseite YouTube zu Kontroversen geführt. Das Urheberrecht wird streng von Yorkshire Television geschützt, und aus Respekt vor den Familien der Opfer soll das Filmmaterial der Katastrophe nur zum Zweck des Feuerbewusstseinstrainings benutzt werden.
Nach der Androhung gerichtlicher Schritte von Yorkshire Television und erheblichen Protesten von Bradford City und Fanverbänden des Clubs wurde der Film von der Seite entfernt. 
Mittlerweile ist der Film vielfach im Internet zu finden.

### Werbespot von Diadora
2004 ließ Bradford Citys Ausrüster, die italienische Firma Diadora, einen Werbespot ausstrahlen, in dem Bilder der Katastrophe mit Kriegsszenen geschnitten waren und der Werbespruch, "Die Welt braucht mehr zum Spielen" eingefügt wurde. In manchen Internetübertragungen war der Spruch, "90 Minuten Spiel ist schon besser als 1 Minute Stille" zu hören. Verein und Fangruppen waren entsetzt. Nach massiven Protesten zog Diadora die europaweite Kampagne zurück und gab der beauftragten Werbeagentur die Schuld an der Verwendung des verletzenden Materials. Kurz darauf kündigte Bradford City die Zusammenarbeit mit Diadora auf.